# Набережне (Кальміуський район)
На́бережне (Ваґнерфельд, Вагнеропіль, Вагнерівська, Вагнер) — село Новоазовської міської громади Кальміуського району Донецької області, Україна.

## Загальні відомості
Відстань до райцентру становить близько 35 км і проходить Т 0519 та автошляхом місцевого значення. Село розташоване на лівому березі Павлопольського водосховища на річці Кальміус. Землі села межують із територією Тельманівського району.
Перебуває на території, яка тимчасово окупована російськими терористичними військами.

## Історія
Католицьке село під назвою Ваґнерфельд засновано в 1869 р. Засновники 6 сімей із маріупольських колоній. Католицький прихід Ґрінталь. Церква. Землі 630 десятин (1869), 1875 десятин (1914). Три млини, цегельний завод, фургонна та бричкова майстерні. Школа.
7 (20) листопада 1917 року, відповідно до Третього Універсалу Української Центральної Ради, увійшло до складу Української Народної Республіки.  

## Населення
| Рік  | Кількість мешканців |
| ---- | ------------------- |
| 1873 | 39                  |
| 1915 | 248                 |
| 1918 | 50                  |
| 1924 | 192                 |

За даними перепису 2001 року населення села становило 238 осіб, із них 79,83 % зазначили рідною мову українську та 20,17 % — російську.